# Theoretical Girl
Theoretical Girl (наст. имя Эми Терниндж) — британская певица, музыкант и мультиинструменталист из Саутенд-он-Си. Имеет контракт с лейблом Memphis Industries. Свою музыку называет «Классическим электрофолком».

## Дискография

### Альбом
- Divided — Memphis Industries[англ.] (2009)[4]

Слова и музыка всех песен — Amy Turnnidge.
| №   | Название                       | Длительность |
| --- | ------------------------------ | ------------ |
| 1.  | «Rivals»                       | 3:09         |
| 2.  | «The Boy I Left Behind»        | 3:23         |
| 3.  | «Dancehall Deceit»             | 2:19         |
| 4.  | «I Should Have Loved You More» | 3:16         |
| 5.  | «A Future Apart»               | 3:51         |
| 6.  | «Divided»                      | 3:43         |
| 7.  | «Red Mist»                     | 3:20         |
| 8.  | «Never Good Enough»            | 3:22         |
| 9.  | «Good Timing»                  | 3:36         |
| 10. | «The Biggest Mistake»          | 2:40         |
| 11. | «Seeing You Again»             | 2:32         |
| 12. | «The Hypocrite»                | 2:53         |

### Синглы
- «It’s All Too Much» — Fake Product (2006)
- «Red Mist» — Half Machine Records (2007)
- «The Hypocrite» — Salvia/XL Recordings (2008)
- «Another Fight» — Salvia/XL Recordings (2008)
- «Nursery Academy» — Split single on Pure Groove (2008)
- «Rivals» — Memphis Industries[англ.] (2009)
- «Red Mist» — Memphis Industries[англ.](2009)

## Выступления
Регулярно гастролировала по США, Европе и Азии в споровождении группы «The Equations», в то время как она сама играла на гитаре. Выступала вместе с такими группами и исполнителями как, Robyn, Maxïmo Park, Кейт Нэш, Lethal Bizzle, Кельвин Харрис, Good Shoes и Metric.
Газета The Guardian просвоила выступлению певицы рейтинг 4 из 5 звёзд. В 2009 году Theoretical Girl выступила в Glastonbury festival и на SXSW. Также дала концерты в Токио и в Гонконге.

## Награды
В 2009 году Theoretical Girl удостоилась премии от PRS Foundation и была приглашена выступить на фестивале South by Southwest в Техасе, в США.